# コウライキジ

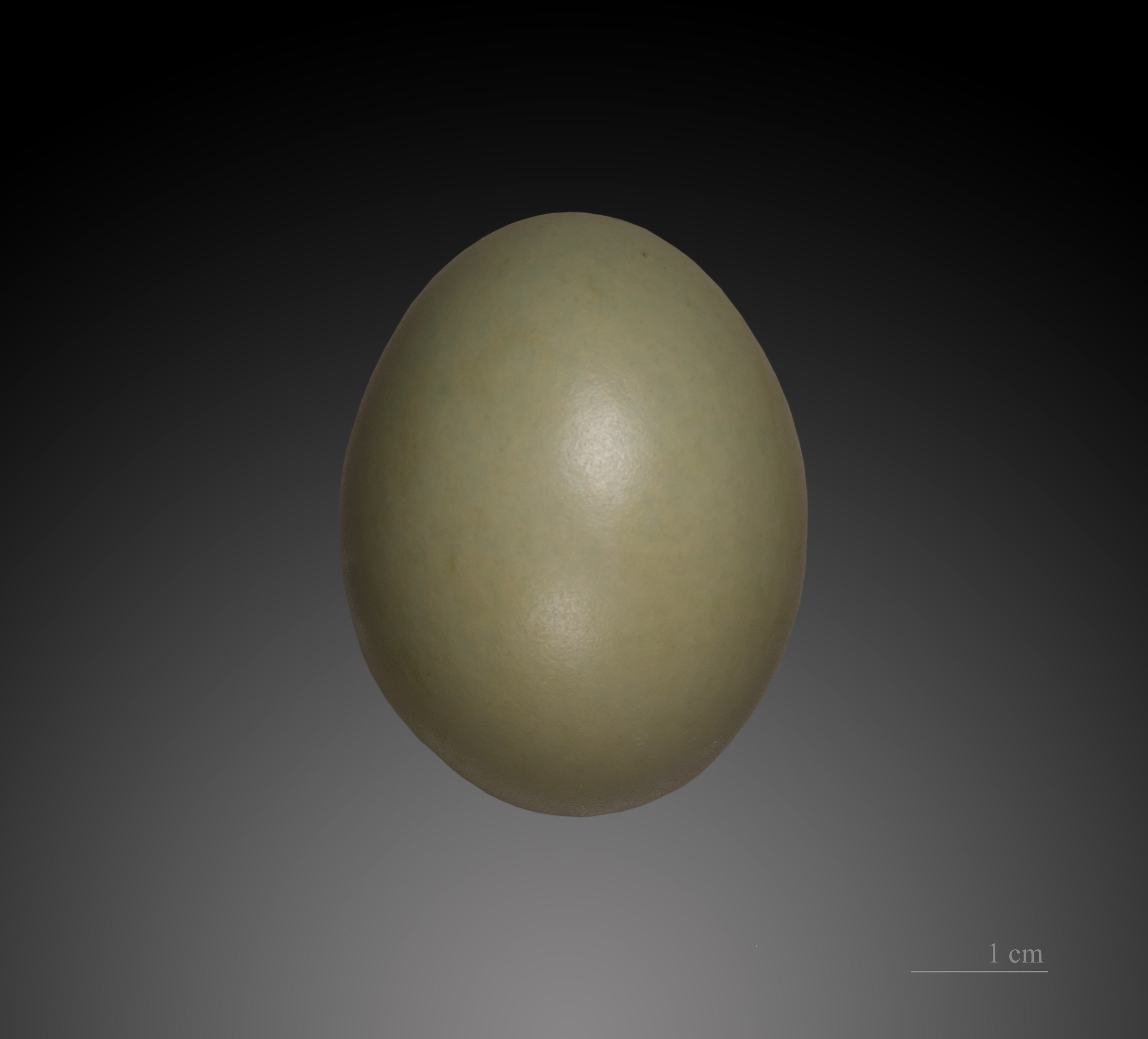
卵

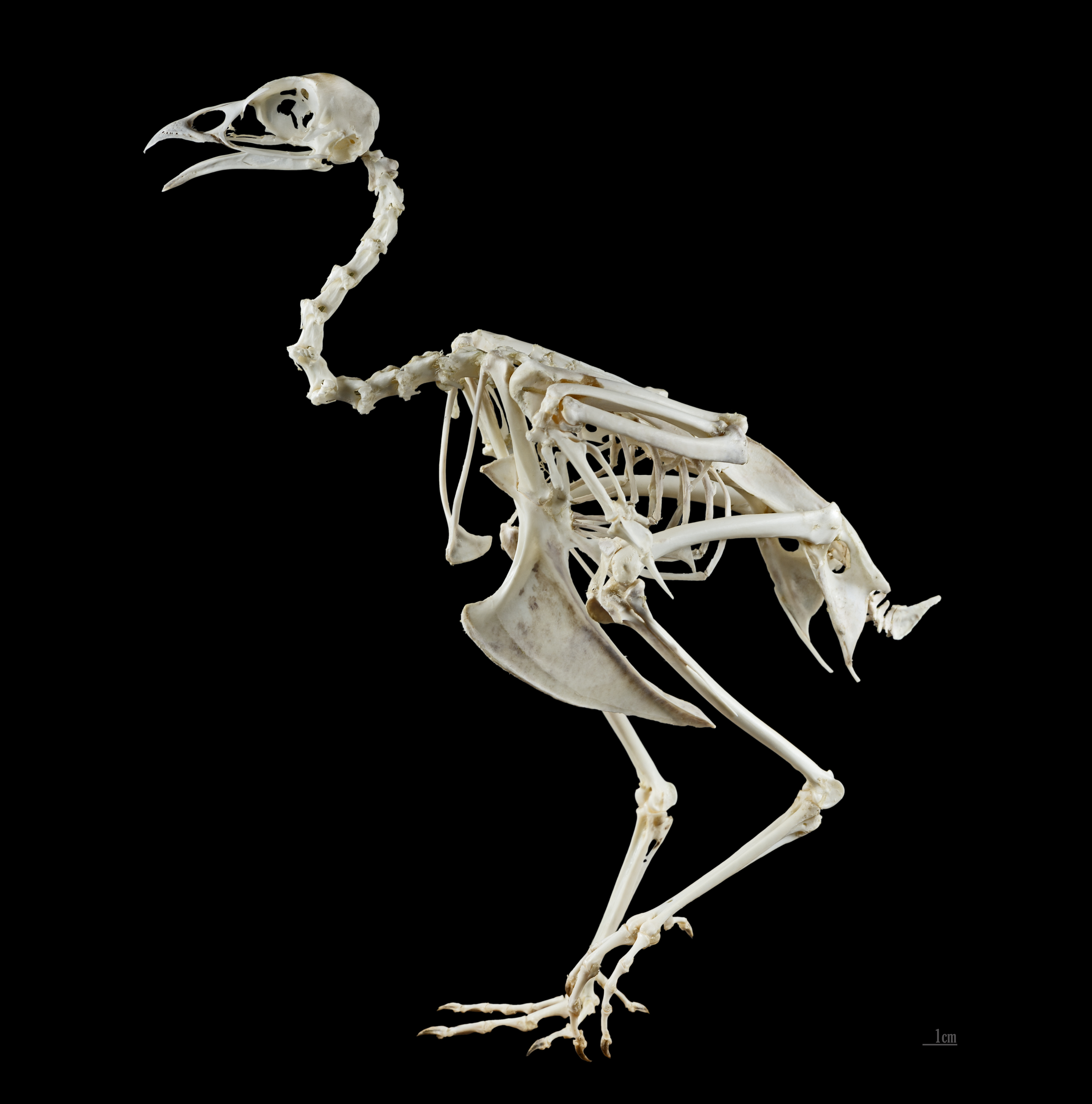
全身骨格

コウライキジ（高麗雉、学名：Phasianus colchicus）は、キジ科の鳥類の一種。別名タイリクキジ。狭義には朝鮮半島産亜種（Phasianus colchicus karpowi）をコウライキジと呼ぶ。

## 種と学名
コウライキジ（Phasianus colchicus）は30の亜種に分けられている。ユーラシア大陸に広く分布するコウライキジに対して、日本列島には日本固有種のキジ（Phasianus versicolor）が生息する。種小名はカフカース地方の古代王国コルキスに由来する。
キジは雄の翼を除く体色が全体的に緑色であるが、コウライキジは冠羽と体色が翼と同じく褐色であり、多くの亜種には首に白い輪状の模様があるのが特徴である（基準種P. c. colchicusには首輪状の模様はない）。このためコウライキジは俗に「クビワキジ」、キジは「ニホンキジ」と呼ばれ区別されることがある。雌や雛はキジとの識別は困難である。
コウライキジとキジは容易に交雑し、その子孫も生殖能力を持つ。実際に両者の交雑個体が日本で多数確認されている。よって、キジをコウライキジの亜種と見なす分類学説もある。その場合、キジの学名はP. colchicus versicolorとなる。

## 分布
Phasianus colchicusの自然分布はカスピ海地方から朝鮮半島にかけてであると考えられるが、古くから狩猟鳥として親しまれたために世界各地に人為的に移入されている。例えば基準種P. c. colchicus（英名：common pheasant）は古代ローマ人によってイタリア半島に移入され、そこでの環境に適応した系統がヨーロッパ中に広まっていった。

## 生態
概ねキジに近いが、より拓けた環境（草原や耕作地など）を好んで住環境とする。放鳥に拠る定着が試みられた北海道では嘗て庭先にニワトリの餌のおこぼれを食べに来るコウライキジの姿が見られた。

## 移入種

### 日本への移入
名前は高麗（朝鮮）のキジの意であり、日本には朝鮮半島および中国吉林省中央部および南東部と遼寧省南東部原産のP. colchicus karpowi Buturlin亜種（英名：Korean pheasant）が1924年に名古屋市近郊の津島市に移入され、さらに坂根から1930年に北海道の長万部町と日高郡に移入された。八丈島と三宅島には1965年から1966年にかけて移入されている。対馬と海栗島には、中世に朝鮮半島から移入されていたとされる。他にも本州・四国・九州の一部、大隅諸島、琉球諸島などに移入されている。

### 北米への移入
北米大陸には1730年からPhasianus colchicusの移入が試みられ、中国山東省から河南省、江蘇省南部から湖北省、湖南省、江西省、福建省から広東省南東部にかけての地域が原産の亜種 P. colchicus torquatus Gmelin 1789（英名：Ring-necked Pheasant）が狩猟用に移入されて帰化した。現在はプレーリー地方に多く分布し、サウスダコタ州の州鳥である。

## 自治体の鳥
- 市の鳥
  - 千歳市（1986年4月1日制定）
  - 対馬市（2004年3月1日施行）
- 州の鳥
  - サウスダコタ州